# Ivan Ićan Ramljak
Ivan Ićan Ramljak (Čitluk (Posušje, BiH), 16. siječnja 1928. – Zagreb, 20. kolovoza 2006.) bio je hrvatski književnik. Pisao je pripovijetke za djecu. Bio je jedan od najoriginalnijih hrvatskih pisaca za djecu, a djela mu nadrastaju klasične okvire tog žanra. Za knjigu "San bez uzglavlja", u izdanju Školske knjige, dobio je 1986. godine republičku nagradu "Grigor Vitez", a 1988. godine nagradu Večernjeg lista za kratku priču. Knjiga "Glava u torbi" u izdanju zagrebačke Mladosti izašla je 1990. godine u biblioteci Vjeverica. Godine 1992. tiskana je knjiga "Suza i radost didova" koja je za tu godinu dobila republičku nagradu Grigor Vitez. Gimnaziju je pohađao u Imotskome, Sarajevu i Zagrebu. Predavao je u osnovnoj i srednjoj školi u Posušju i Zagrebu.

## Djela
- San bez uzglavlja, zbirka pripovijedaka, 1985.
- Glava u torbi, zbirka pripovijedaka, 1990.
- Suza i radost didova, zbirka pripovijedaka, 1992.
- Gospa Snježna i druge priče, zbirka pripovijedaka, 2004.
- Kruh svetog Ante, 2007. (zbirka 20 ponajboljih Ramljakovih pripovijedaka)